# Chair pour Frankenstein
Pour plus de détails, voir Fiche technique et Distribution.
Chair pour Frankenstein, parfois titré De la chair pour Frankenstein (titres anglais Flesh for Frankenstein ; titre italien Il mostro è in tavola... barone Frankenstein) est un film d'horreur américano-franco-italien de Paul Morrissey et Antonio Margheriti sorti en 1973 et produit par Andy Warhol.

## Synopsis
Le docteur Frankenstein tente de créer des êtres humains à partir de cadavres. Avec son assistant, il n'hésite pas à tuer pour trouver sa matière première…

## Fiche technique
- Titre : Chair pour Frankenstein
- Titre original : Il mostro è in tavola... barone Frankenstein
- Réalisation : Paul Morrissey, avec la collaboration de Antonio Margheriti
- Scénario : Paul Morrissey avec la collaboration de Tonino Guerra et Pat Hackett (non crédités)
- Production : Carlo Ponti, Andrew Braunsberg, Andy Warhol, Jean-Pierre Rassam et Jean Yanne[1],[2]
- Musique : Claudio Gizzi
- Photographie : Luigi Kuveiller
- Décors : Enrico Job
- Effets spéciaux : Carlo Rambaldi
- Pays d'origine :  Italie -  France -  États-Unis
- Format : couleur - Mono
- Genre : horreur
- Durée : 95 minutes
- Date de sortie : 
  - Allemagne de l'Ouest : 30 novembre 1973
  - États-Unis : 17 mars 1974
  - France : 9 octobre 1974
  - Italie : 14 mars 1975
- Affiche : Jean Mascii (France)

## Distribution
- Monique van Vooren : Baronne Katrin Frankenstein
- Udo Kier (VF : Jacques Bernard) : Baron Frankenstein
- Joe Dallesandro (VF : Jacques Frantz) : Nicholas, paysan, puis valet de Katrin Frankenstein
- Carla Mancini : une paysanne
- Cristina Gajoni : une paysanne
- Dalila Di Lazzaro : la créature féminine
- Arno Juerging : Otto, l'assistant du Baron
- Srdjan Zelenovic : Sacha, puis la créature masculine
- Nicoletta Elmi : Monica, la fille du Baron et de la baronne
- Marco Liofredi : Erik, le fils du Baron et de la baronne
- Liù Bosisio : Olga, la bonne
- Fiorella Masselli : une prostituée corpulente
- Rosita Torosh : Sonia, une prostituée
- Imelde Marani : une prostituée blonde

## Autour du film
- N'ayant en fait pas du tout contribué à la réalisation, Antonio Margheriti ne fut mentionné au générique de ce film que pour en officialiser le statut de production purement italienne dans l'espoir de lui épargner la pénalisation fiscale que lui valait le fait d'être mise en scène par un cinéaste étranger. La manœuvre ayant été par ailleurs publiquement dévoilée, il s'ensuivit un procès qui se solda par une lourde amende pour le prête-nom comme pour le producteur.

## Tournage en 3-D
Bien que le film ait été réalisé en 3-D permettant au public d'en apprécier le relief saisissant grâce à des lunettes polarisantes, il fut plus largement exploité dans sa version « plate ».